# Bataille de Senafé
Première guerre italo-éthiopienne
Batailles
- Coatit
- Senafé
- Amba Alagi
- Meqelé
- Adoua

La bataille de Senafé est livrée le 15 janvier 1895 pendant la Première guerre italo-éthiopienne. L'armée italienne commandée par le général Oreste Baratieri qui poursuit les troupes tigréennes du ras Mengesha Yohannes battues la veille à Coatit, les rattrape à Senafé et leur inflige un nouveau revers.

## Sources
- Raphaël Schneider, « Adoua, 1896 », revue Champs de Bataille no 24, octobre-novembre 2008.
- Howard Withehouse, Battle in Africa, Fieldbooks, Mansfield 1987.
- Guy Goddefroid, « L'Italie et l'Éthiopie », revue Væ Victis les thématiques no 4, hiver 2008.